# Percnidae
Percnidae là danh pháp khoa học của một họ cua. Trước đây nó từng được coi là phân họ Percninae trong họ Plagusiidae, nhưng hiện nay được cho là đủ khác biệt để coi là họ riêng biệt.

## Các chi
Tính đến năm 2019 họ này gồm 1 chi và 7 loài đã biết.
- Percnon Gistel, 1848: 7 loài.